# 大硨磲
大硨磲（学名：Tridacna gigas），又称巨蚌、巨硨磲蛤、庫氏硨磲，是最大型的雙殼貝類動物。棲息於南太平洋和印度洋的珊瑚礁。最重可達200公斤，殼寬可達1.2公尺。
在傳說中，巨蚌常被誤解為“殺人蚌”或“食人蚌”，《美國海軍潛水手冊》甚至曾經詳述如果被巨蚌所夾住要如何切斷其內收肌脫困。然而事實上巨蚌非侵略性肉食性貝類。巨蚌的確有能力合起雙殼，但此為防禦性行為。因受刺激關閉雙殼，牠必須先噴水，排出濾食中的海水再閉合，非陷阱式的迅速夾合。

## 參考

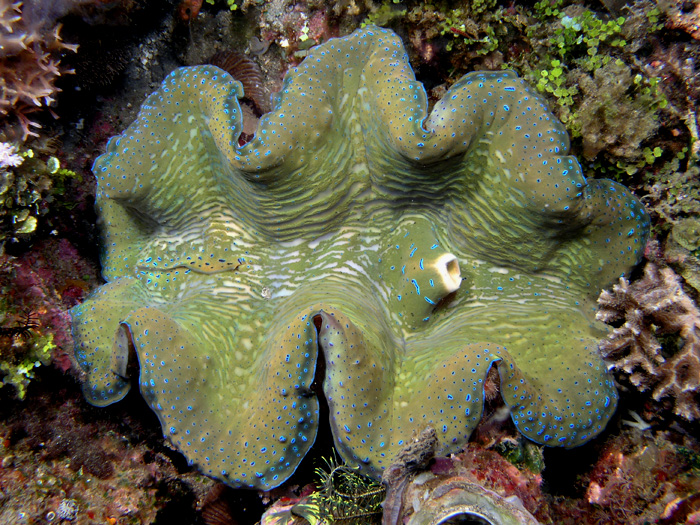
Green and blue giant clam from East Timor
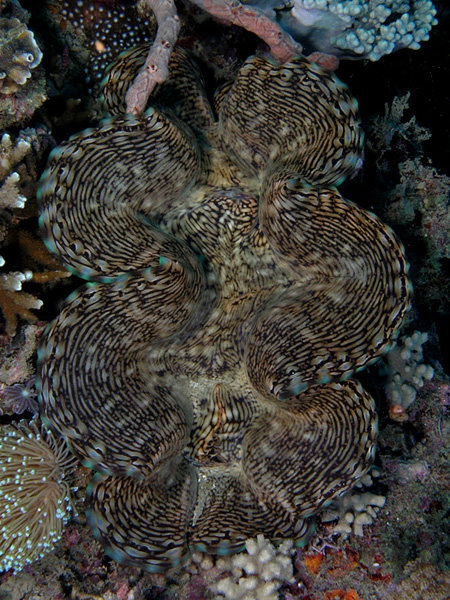
Camouflaged giant clam
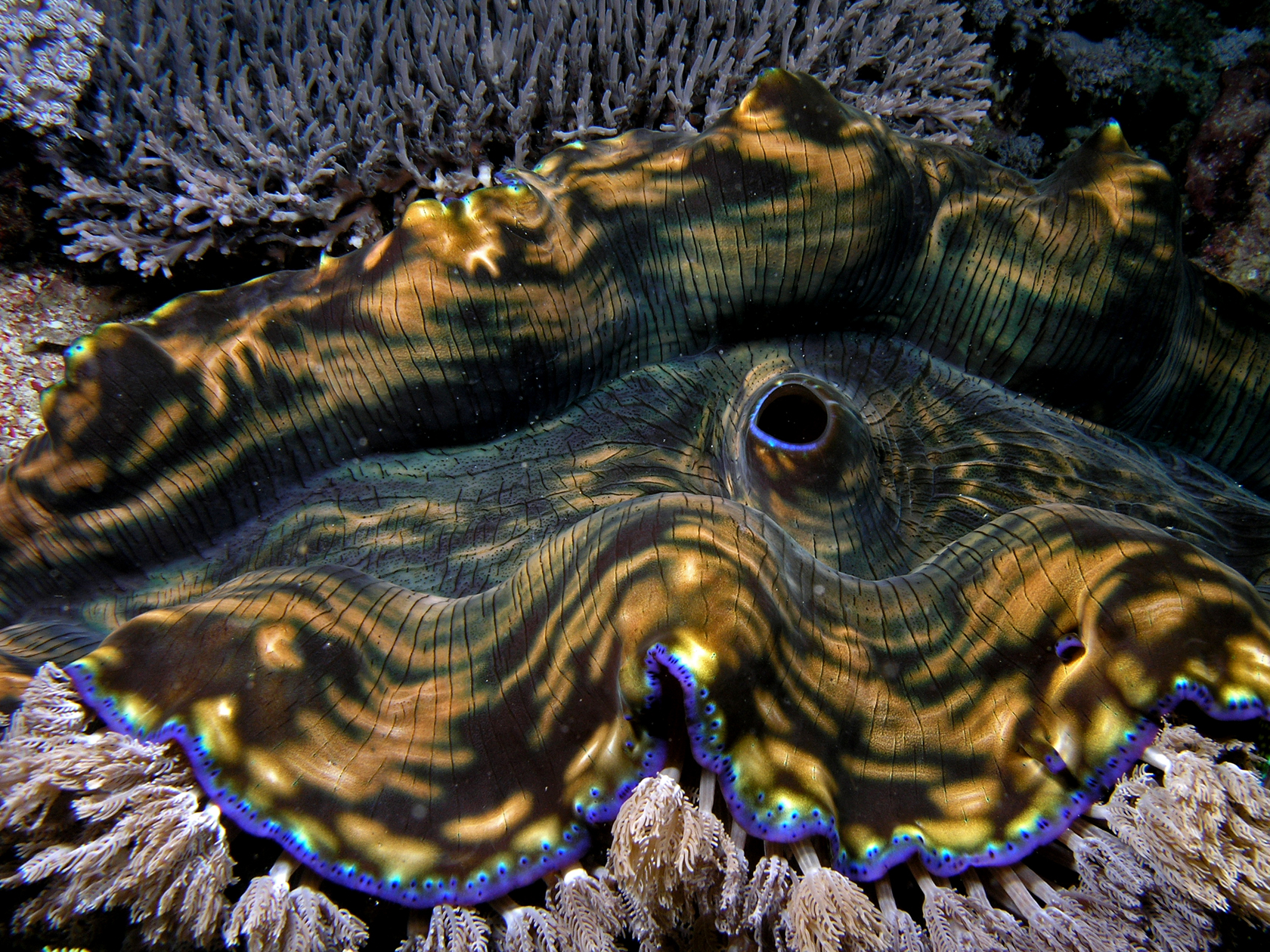
Colorful giant clam from Komodo National Park
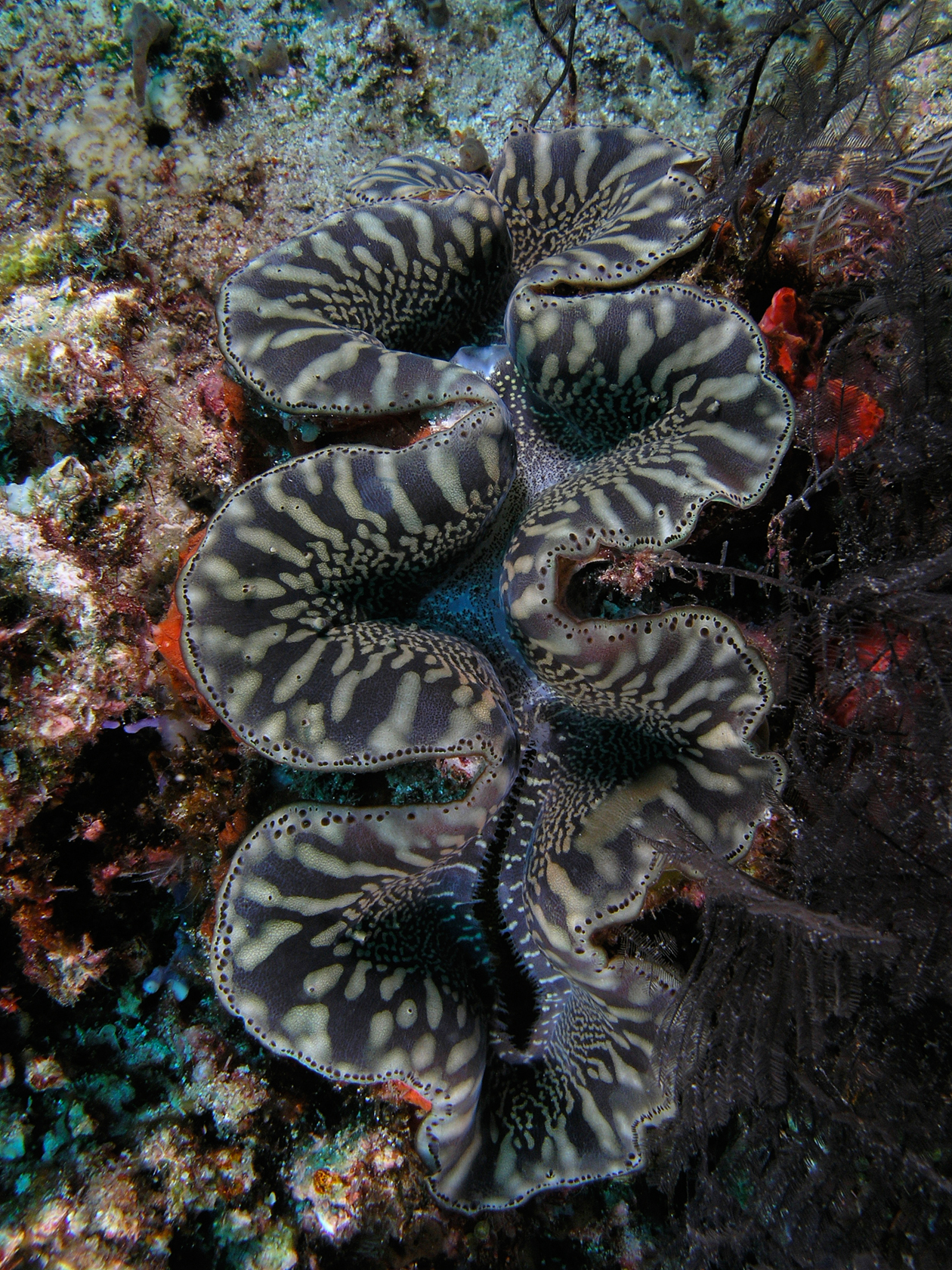
Giant clam with patterns on mantle
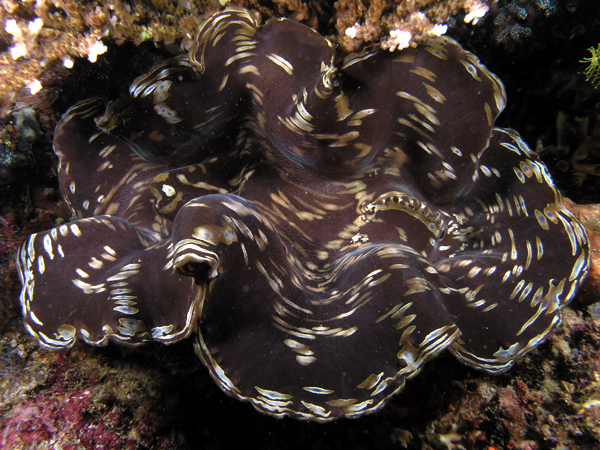
Fully opened giant clam from Komodo National Park
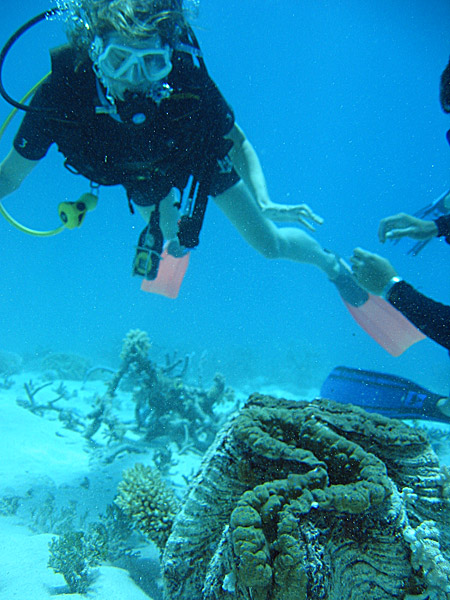
The largest of all clam species
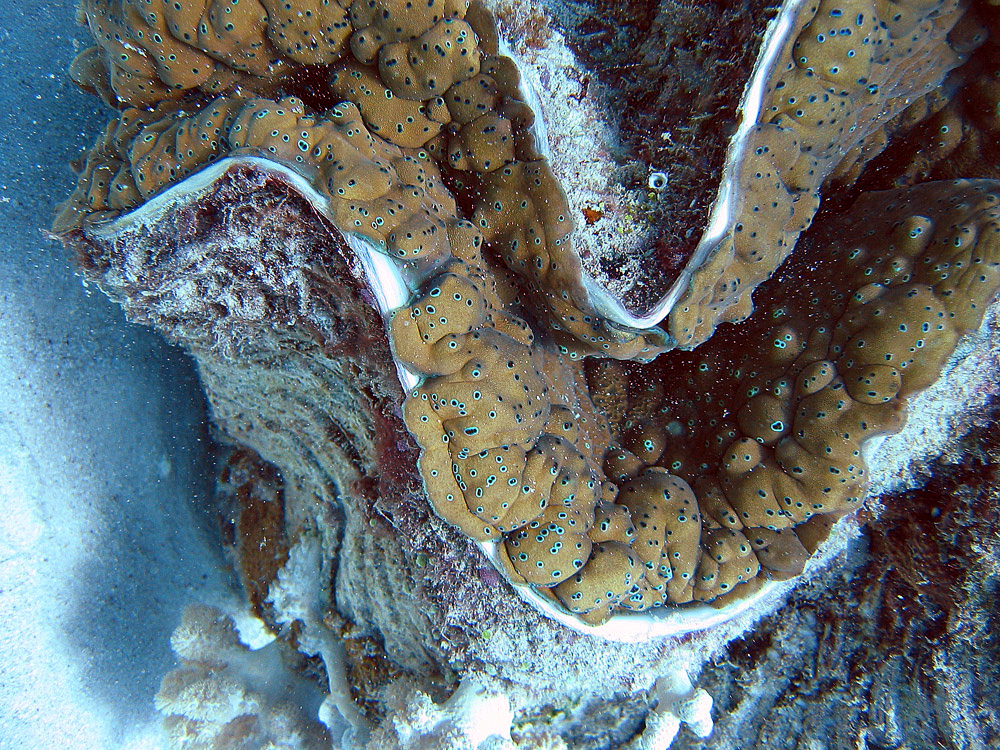
Mantle detail 1
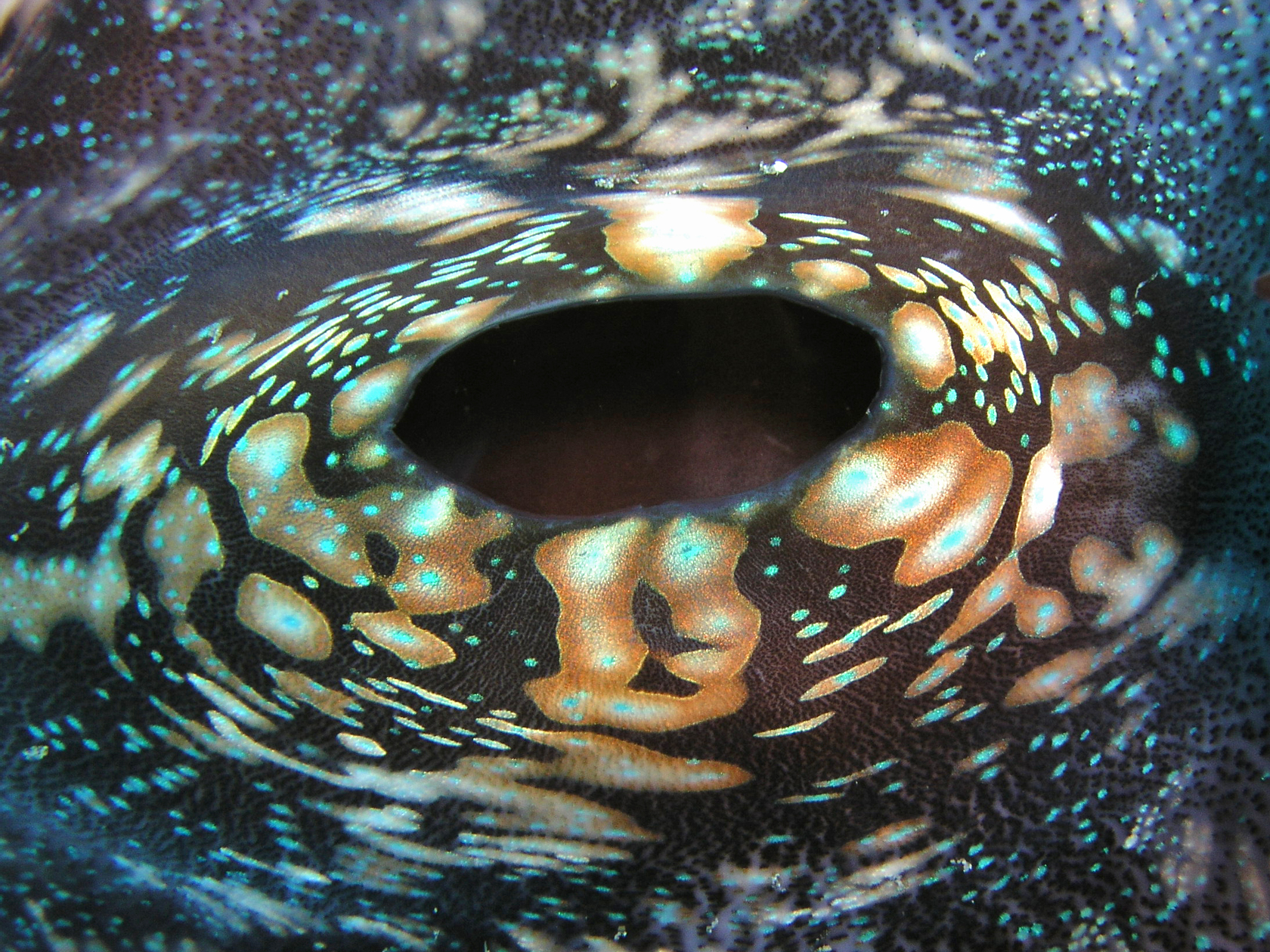
Giant clam siphon
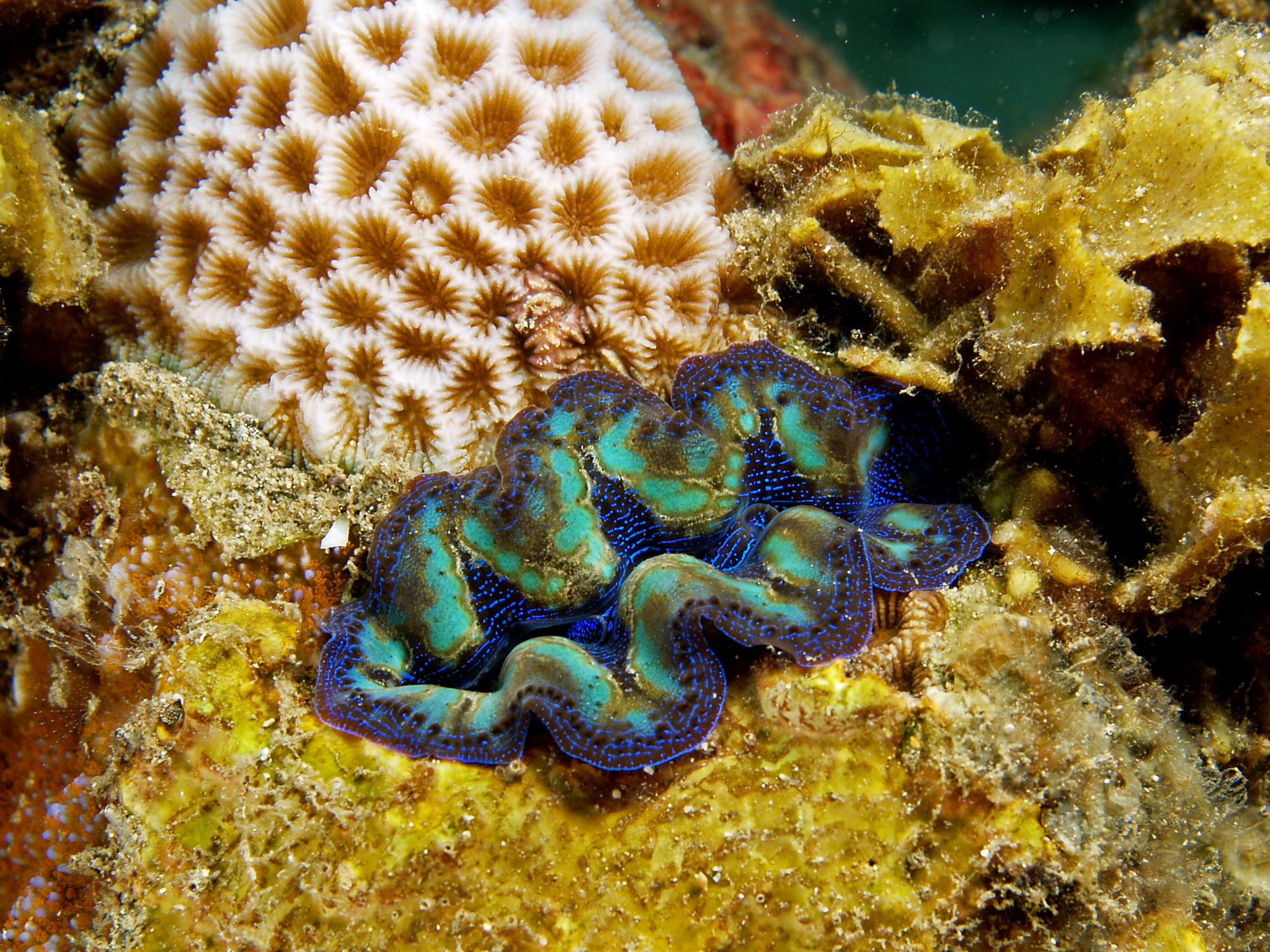
Crocus giant clam
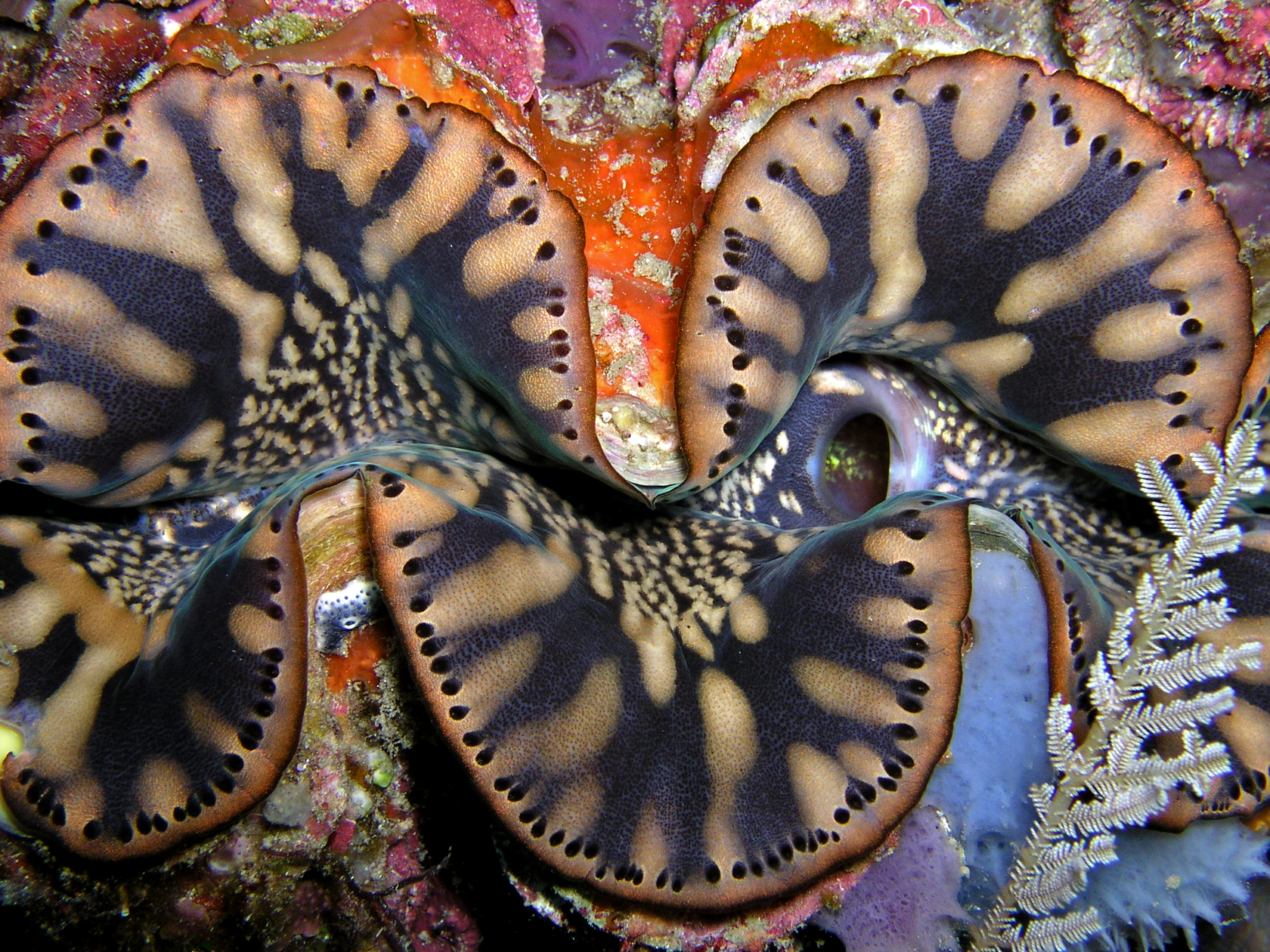
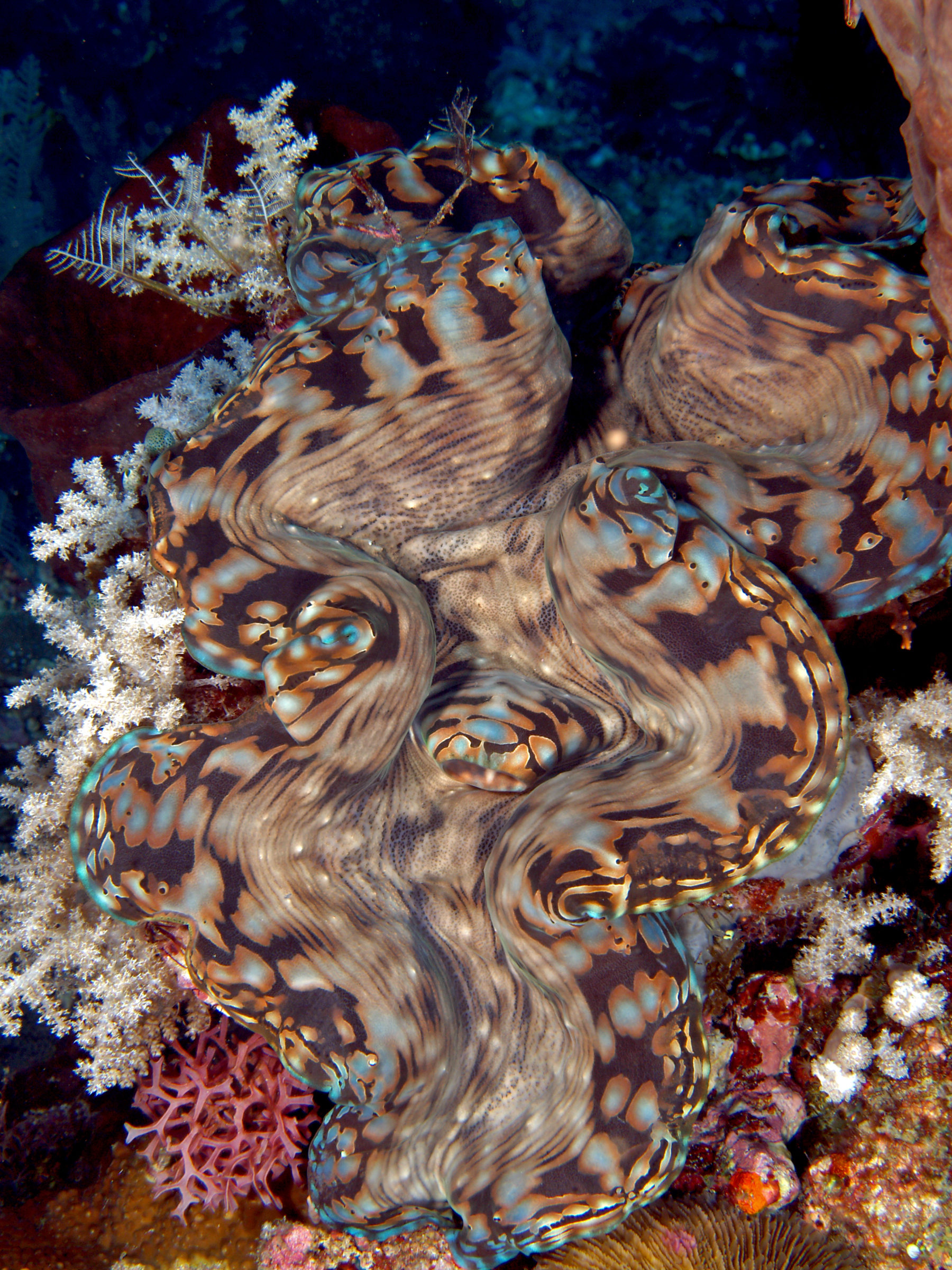
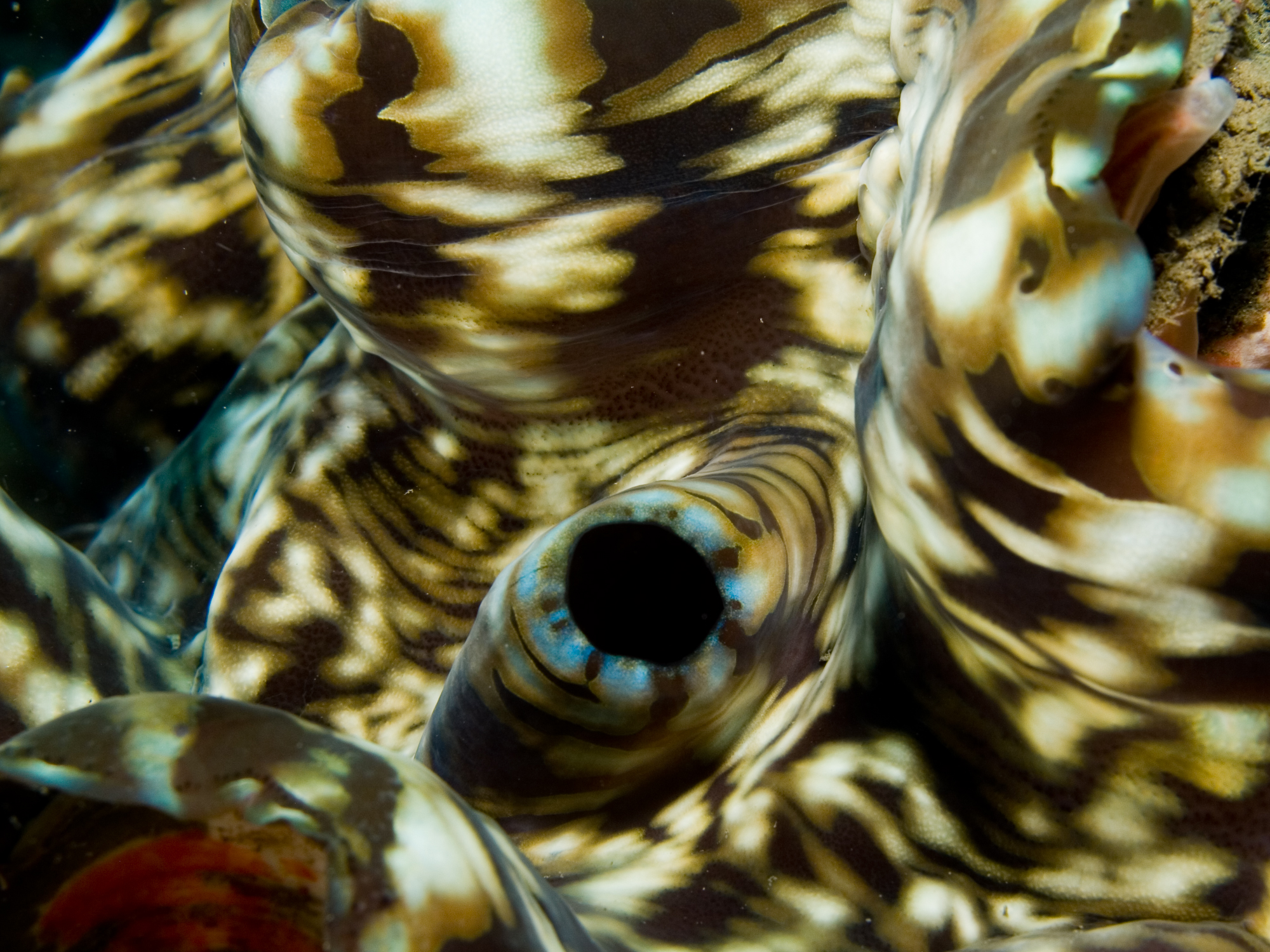
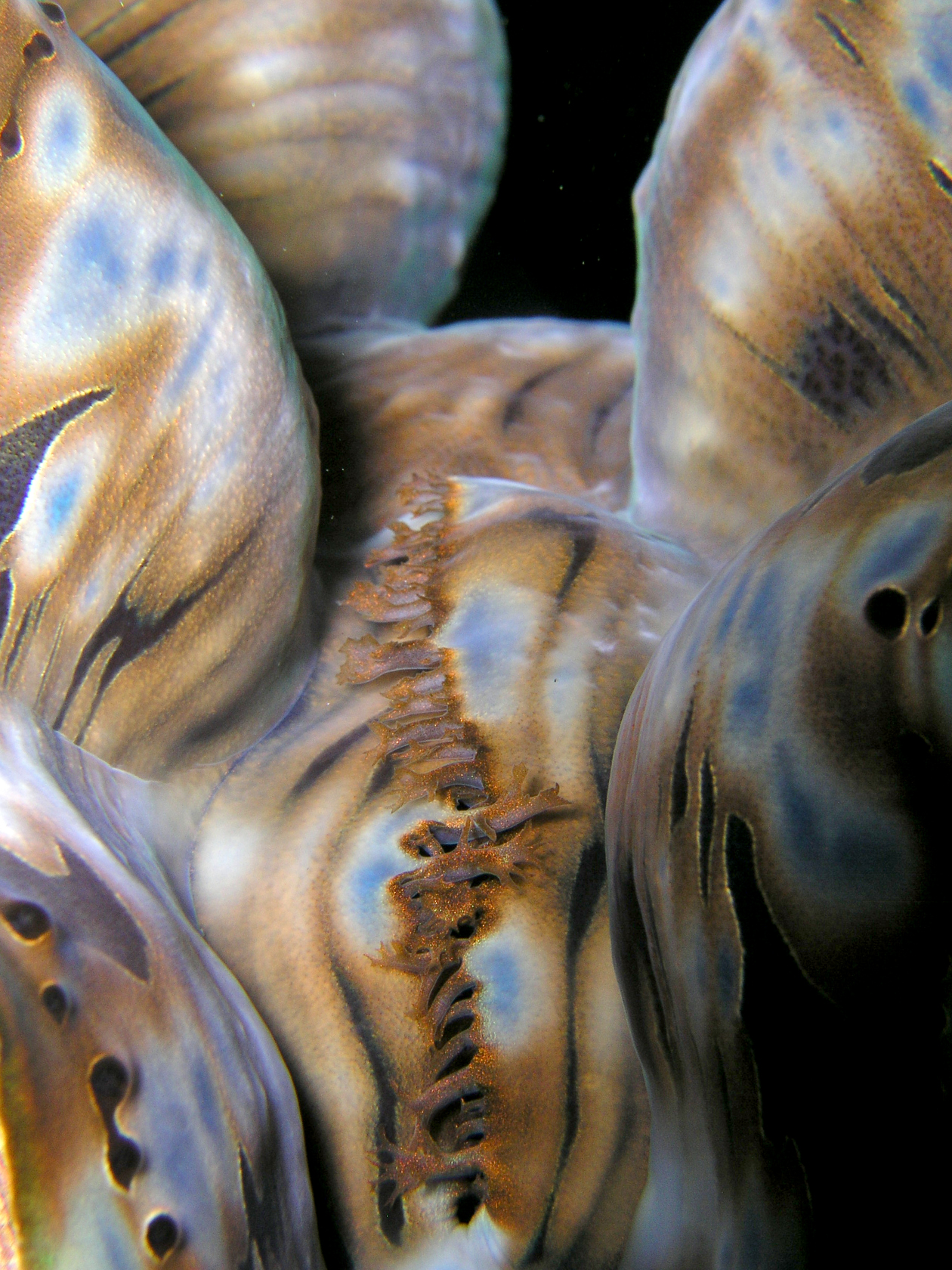